# Rostra
A Rostra a római Forum Romanum emlékműve, egykor nyilvános szószéke. Az egykori Tiberius diadalívének közvetlen szomszédságában állt az Augustustól állított Miliarium aureum, a Romából kiinduló utak ideális találkozópontja, és az Umbilicus Romae  között. 
Neve onnan származik, hogy emelvényét az antiumi tengeri csatában (i. e. 4. század) zsákmányként megszerzett hajóorr-lemezekkel ékesítették.   
A szószék eredetileg a Comitium és a Forum határán állt. Tudjuk azt is, hogy innen eleinte a Comitium felé fordulva beszéltek a szónokok. Caius Gracchus volt az első, aki a Fórum felé fordulva kezdett szónokolni az ott tolongó sokasághoz. 
Julius Caesar, hogy a köztársaság emlékét minél inkább eltörölje, a régi Rostrát elpusztíttatta. Helyébe az alapfalaiban ma is álló építményt emelte. A Forum felé fordult oldalán hajóorrokkal (rostrum) ékesítve fel ezt is. 
A Rostrán került közszemlére a második triumvirátus határozata szerint a kivégzett Cicero feje és kezei. Augustus császár leányát, Júliát pedig – sok más vád mellett – azért száműzték, mivel itt árulta testét.
A szószéket később restauráltatták Hadrianus, Septimius Severus császárok, és 472-ben Junius Valentinus praefectus urbi.
A kis boltozatok rendeltetése ismeretlen. A Rostra mellett áll meglehetős épségben Septimius Severus diadalíve. 